# Саян, Левон
Лево́н Сая́н (фр. Lévon Sayan, арм. Լևոն Սայան; род. 17 декабря 1934, Экс-ан-Прованс) — французский импресарио и продюсер, оперный певец-тенор.

## Биография
Левон Саян — французский деятель культуры армянского происхождения. Родился 17 декабря 1934 года в Экс-ан-Провансе, Франция. Служил в армии в Индокитае, в 1966 г. начал карьеру как классический певец. Исполнял партии в «Риголетто», «Фаусте», «Кармен». Был импресарио Лайзы Миннелли, Пласидо Доминго и Марио дель Монако, но наиболее известен как долголетний импресарио и личный друг Шарля Азнавура.
В 2008 году Указом президента Армении стал гражданином этой республики.

## Награды
- Офицер ордена Почётного легиона (31 декабря 2005 года)[3][4].
- Кавалер ордена Почётного легиона (28 марта 1997 года)[5].
- Командор ордена «За заслуги» (13 ноября 2014 года)[6].
- Офицер ордена «За заслуги» (30 апреля 2002 года)[7].
- Орден Почёта (17 декабря 2009 года, Армения) — за значительный вклад в укрепление и развитие армяно-французских дружественных связей, а также за многолетнюю пронациональную деятельность[8].
- Медаль Мовсеса Хоренаци (20 мая 2003 года, Армения)[9].